# Topònims de les Esplugues
Llistat de topònims de la caseria de les Esplugues, pertanyent a l'antic terme municipal de Mur, actualment integrat en el de Castell de Mur, al Pallars Jussà, presents a la Viquipèdia.

## Edificis

### Esglésies
- Mare de Déu del Roser de les Esplugues

### Masies (pel que fa als edificis)
| - Casa Feliçó | - Casa Sebastià |  |  |

## Geografia

### Cingleres
- Cinglo de les Esplugues

### Clots
- Patacolls

### Corrents d'aigua
- Barranc de Canissera

### Entitats de població
- Les Esplugues

### Masies (pel que fa al territori)
| - Casa Feliçó | - Casa Sebastià |  |  |

### Solanes
| - Solà de les Esplugues | - Solà de Roca |  |  |

### Vies de comunicació
| - Camí de les Esplugues | - Carretera LV-9124 |  |  |